# Radio ROSTO
Radio ROSTO (auch Radio-Sputnik-15 oder RS-15) ist der 15te russische Amateurfunksatellit. Die Bezeichnung ROSTO (РОСТО - Российская оборонная спортивно-техническая организация) steht für die russische Verteidigungs-, Sport- und technische Organisation und war der Interims-Name der DOSAAF von 1991 bis 2009.
RS-15 hat eine kugelähnliche Form (Kegelstumpf-Zylinder-Kegelstumpf) von etwa einem Meter Durchmesser und wiegt etwa 72 kg. Der Satellit verfügt über kein Orientierungs- oder Stabilisierungssystem und trägt einen Lineartransponder für den Mode V/T. Der Transponder ist in 10 Segmente mit je 4 kHz Bandbreite unterteilt, die über separate AGC geregelt werden und über eine Sendeleistung von 0,4 Watt verfügen. Als Antennen dienen linear polarisierte Dipolantennen. Die radiotechnische Nutzlast stammt von einer Kaluga Gruppe von Funkamateuren unter der Leitung von Alexander Papkow.

## Mission
RS-15 wurde am 26. Dezember 1994 um 03.01 UTC auf dem Jungfernflug der Rockot-Trägerrakete vom Kosmodrom Baikonur gestartet. Die Kommandostation ist RS3A in Moskau. Der Transponder stand danach der Amateurfunkgemeinschaft zur Verfügung. Bereits kurz nach dem Start wurden zahlreiche Verbindungen in CW und SSB über den Mode-A-Transponder getätigt.
Die Bake 1 des Satelliten ist weiterhin aktiv, während der Transponderbetrieb nicht mehr möglich ist (Stand Januar 2019).

## Frequenzen
- 145,857 – 145,897 MHz Uplink
- 29,357 – 29,397 MHz Downlink (5 Watt HF)
- 29,3524 MHz Bake 1 (CW 0,4 oder 1,2 Watt HF)
- 29,3987 MHz Bake 2 (CW 0,4 oder 1,2 Watt HF)